# Bauhinia longiseta
Bauhinia longiseta är en ärtväxtart som beskrevs av Adolpho Ducke. Bauhinia longiseta ingår i släktet Bauhinia och familjen ärtväxter. Inga underarter finns listade i Catalogue of Life.